# 나성초등학교
나성초등학교(羅城初等學校)는 대한민국 세종특별자치시에 있는 공립 초등학교이다.

## 연혁
- 2021년 3월 1일 : 나성초등학교 개교